# Malattia di Panama

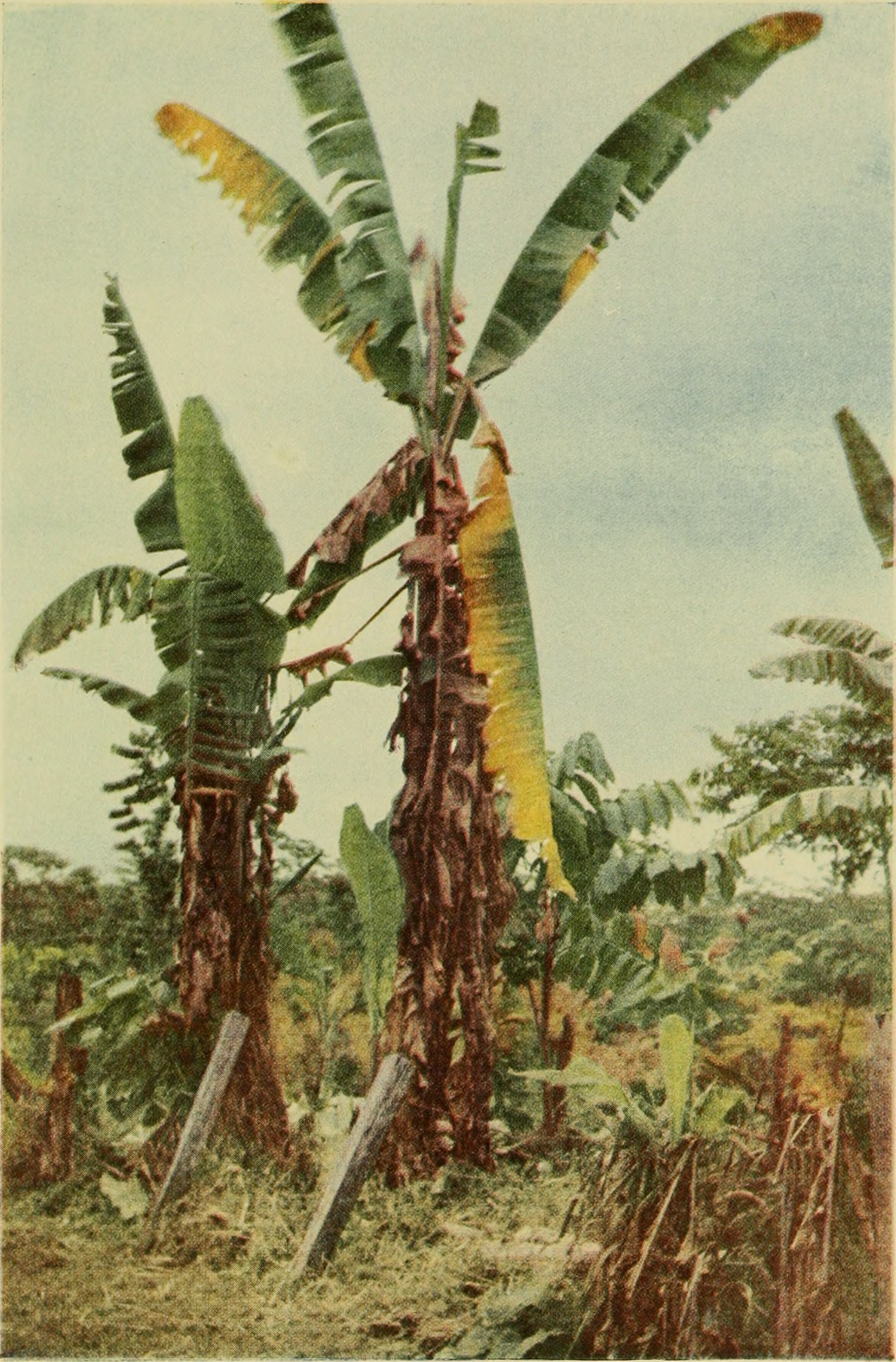
Banano "Gros Michel" affetto dalla fusariosi. Costa Rica, 1919

La malattia di Panama, o fusariosi delle banane, è una malattia fungina che colpisce i banani (Musa spp.), chiamata così in quanto Inizialmente diagnosticata a Panama, e successivamente diffusa in molte regioni produttrici di banane. 
È causata da un fungo che vive nel terreno, il Fusarium oxysporum f. sp. cubense, forma particolare (forma specialis) della specie Fusarium oxysporum.
Questa malattia uccide più o meno rapidamente le varietà sensibili di banani. In particolare, negli anni '50, ha decimato le piantagioni della varietà di banane Gros Michel, determinando così la diffusione della varietà Cavendish.
L'agente patogeno è resistente ai fungicidi e il suo controllo è limitato alle misure fitosanitarie.
La malattia di Panama è una delle malattie vegetali più distruttive dei tempi moderni. Si ritiene che abbia avuto origine nel sud-est asiatico e è stato segnalato per la prima volta in Australia nel 1876. Tuttavia la malattia non attirò l'attenzione fino all'inizio del XX secolo, quando iniziò a colpire pesantemente le coltivazioni di banane a Panama e Costa Rica. Nel 1950 si era diffuso in tutte le regioni produttrici di banane del mondo, ad eccezione di alcune isole del Pacifico meridionale, del Mediterraneo, della Melanesia e della Somalia.
Sebbene i frutti delle banane selvatiche (Musa spp.) abbiano semi grandi e duri, la maggior parte delle banane commestibili sono senza semi (dette perciò partenocarpiche). Le piante di banano vengono quindi propagate asessualmente dai germogli (sono dei cloni, tutti identici). Poiché questi germogli sono generalmente privi di sintomi visibili anche quando la pianta è infettata, sono un comune mezzo per la diffusione del patogeno. Può anche essere diffuso nel terreno dall'acqua di irrigazione, e dai macchinari agricoli.